# Division d'Honneur 1937-38
La Primera División de Bélgica 1937/38 fue la 38.ª temporada de la máxima competición futbolística en Bélgica.

## Tabla de posiciones
| Pos | Equipo                      | PJ | PG | PE | PP | GF | GC | Pts | DG  | Notas                    |
| --- | --------------------------- | -- | -- | -- | -- | -- | -- | --- | --- | ------------------------ |
| 1   | Beerschot                   | 26 | 18 | 5  | 3  | 83 | 31 | 41  | +52 |                          |
| 2   | Daring Club de Bruxelles    | 26 | 15 | 6  | 5  | 69 | 31 | 36  | +38 |                          |
| 3   | Royale Union Saint-Gilloise | 26 | 13 | 5  | 8  | 69 | 48 | 31  | +21 |                          |
| 4   | Royal Antwerp FC            | 26 | 11 | 6  | 9  | 48 | 46 | 28  | +2  |                          |
| 5   | RFC Brugeois                | 26 | 11 | 5  | 10 | 39 | 53 | 27  | -14 |                          |
| 6   | La Gantoise                 | 26 | 12 | 3  | 11 | 52 | 45 | 27  | +7  |                          |
| 7   | Standard Liège              | 26 | 12 | 2  | 12 | 60 | 68 | 26  | -8  |                          |
| 8   | RSC Anderlechtois           | 26 | 10 | 5  | 11 | 43 | 47 | 25  | -4  |                          |
| 9   | K Liersche SK               | 26 | 10 | 5  | 11 | 50 | 55 | 25  | -5  |                          |
| 10  | White Star Woluwé A.C.      | 26 | 11 | 3  | 12 | 61 | 66 | 25  | -5  |                          |
| 11  | R.O.C. de Charleroi         | 26 | 7  | 8  | 11 | 59 | 57 | 22  | +2  |                          |
| 12  | RFC Malinois                | 26 | 7  | 7  | 12 | 41 | 59 | 21  | -18 |                          |
| 13  | KM Lyra                     | 26 | 6  | 4  | 16 | 40 | 77 | 16  | -37 | Descenso a la Division I |
| 14  | RC Tirlemont                | 26 | 5  | 4  | 17 | 31 | 62 | 14  | -31 | Descenso a la Division I |

PJ = Partidos jugados; PG = Partidos ganados; PE = Partidos empatados; PP = Partidos perdidos; GF = Goles a favor; GC = Goles en contra; Pts = Puntos; DG = Diferencia de goles